# Coenonycha rotundata
Coenonycha rotundata är en skalbaggsart som beskrevs av Leconte 1856. Coenonycha rotundata ingår i släktet Coenonycha och familjen Melolonthidae. Inga underarter finns listade i Catalogue of Life.